# 今治精華高等学校
今治精華高等学校（いまばりせいかこうとうがっこう）とは、愛媛県今治市中日吉町二丁目にある私立高等学校。

## 概要
学校法人今治精華学園によって運営され、普通科と県内には珍しい調理科が設置されている。このほか、通信制課程が設置あり、今治市の本校以外に松山市にも教室が設置されている。敷地内には、幼稚園も併設している。
1925年に今治精華高等女学校として設立され、1950年に高等学校となった。長らく女子校だったが、1993年の普通科設置とともに全学科で男女共学化した。
全日制は、普通科IとIIに分かれており、IIは主に不登校の生徒を対象とした課程となっている。また留学制度があり、この制度を利用して短長期留学をする生徒が増加傾向にある。

## 沿革
- 1925年 - 今治精華高等女学校設立。
- 1945年 - 戦災で校舎が全焼。
- 1946年 - 校舎が復旧。
- 1950年 - 今治精華高等学校に改称する。
- 1969年 - 衛生看護科を設置する。
- 1992年 - 衛生看護科に男子が入学。
- 1993年 - 普通科を設置し、全学科男女共学となる。
- 2003年 - 通信制課程を設置し、食物科を調理科に改称する。
- 2004年 - 衛生看護科を廃止。

## 学科
- 全日制
  - 普通科I
  - 普通科II
  - 調理科
- 通信制
  - 普通科

## 著名な卒業生
- ヤノ - ミュージシャン（POLYSICS）
- 篠原慎平 - プロ野球選手

## アクセス
- JR四国予讃線今治駅